# Ninigo-eilanden
De Ninigo-eilanden zijn een eilandengroep in Papoea-Nieuw-Guinea. Ze hebben een totale oppervlakte van 12,9 km². 
Er komt slechts één zoogdier voor, de prehistorisch geïntroduceerde koeskoes Spilocuscus kraemeri.
- Heina Atoll
- Pelleluhu Atoll
- Ninigu Atoll
- Sama Atoll
- Sumasuma Atoll
- Awin Atoll